# Эрве (композитор)
Эрве́ (фр. Hervé), настоящее имя Луи́-Огю́ст-Флоримо́н Ронже́ (фр. Louis-Auguste-Florimond Ronger; 30 июня 1825, Уден — 4 ноября 1892, Париж) — французский композитор и органист, владелец музыкального театра.
Наряду с Жаком Оффенбахом является основоположником жанра оперетты. Из его произведений наиболее известна «Мадемуазель Нитуш». 

## Биография
Родился в городке Уден близ Арраса. В детстве пел в церковном хоре. Прекрасный голос (тенор) Эрве сохранил на всю жизнь. Музыкальное образование получил в Парижской консерватории у Даниэля Обера. 

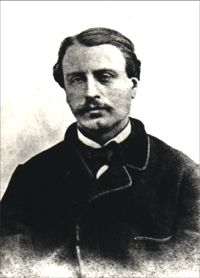
Эрве в молодости

Работал органистом и хормейстером в церкви при психиатрической больнице в Бисетре, близ Парижа. Занимался музыкотерапией на занятиях и репетициях с пациентами клиники. Одновременно тайно делает карьеру в музыкальном театре: сначала как актёр и певец (лирический тенор), затем как композитор, драматург и режиссёр. Эта ситуация, позднее была изображена либреттистами в его самой популярной оперетте, «Мадемуазель Нитуш».
В 1845 году выигрывает конкурс на место органиста парижской церкви Сен-Эсташ. Когда его сочинения стали иметь успех он полностью посвятил свою жизнь музыкальному театру.
В 1848 году под псевдонимом «Эрве» пишет одноактный музыкальный бурлеск «Дон Кихот и Санчо Панса», который невзирая на все революционные потрясения этого года имел большой успех у публики. Иногда этот спектакль даже рассматривают как первую в истории оперетту.
В 1851 году Эрве становится дирижёром и руководителем оркестра в театре Пале-Рояль. Вскоре он открывает свой собственный театр, который оказал большое влияние на формирование жанра оперетты и его дальнейшее развитие.
В 1870 году он отправился в Лондон и давал свои произведения на английском языке, сам выступая в них с успехом.
В последние годы свой жизни Эрве страдал от душевной болезни и умер в Париже 4 ноября 1892 года, на двенадцать лет пережив Оффенбаха.

## Театр Эрве
В 1855 году, сделавшись директором кафешантана «Folie-Mayer» на бульваре дю Тампль в Париже, Эрве преобразовал его в собственный театр под названием «Фоли Консертант» (фр. Folies concertantes), для которого стал писать и ставить новые оперетты. Спустя месяц театр был переименован в «Фоли-Нувель» (фр. Folies-Nouvelles). Французское слово «фоли́» — безумство, сумасбродство — становится ярлыком, опознавательным знаком и визитной карточкой Эрве, который в те годы стал в моде и славе.
Вскоре Эрве отказался от своей авторской монополии в этом театре. Здесь дебютировал Лео Делиб, будущий автор популярных опер и балетов, а также Жак Оффенбах, ещё до открытия своего театра Театр Буфф-Паризьен. В «Фоли-Нувель» было исполнено одно из первых произведений Жака Оффенбаха: «Ой-ай-яй, или Царица островов», с подзаголовком «музыкальная антропофагия», в которой Эрве сам сыграл главную роль контрабасиста Ракле-а-Мора. Эта буффонада имела много сходства с произведениями Эрве: те же нелепости, апология абсурда и смех ради смеха.
После открытия Оффенбахом собственного театра, конкуренция с ним вскоре переросла в личную вражду, и примирение наступило лишь в 1878 году, когда Эрве спел партию в оффенбаховской оперетте «Орфей в аду».
В 1860-х годах театр «Фоли-Нувель» был переименован в «Фоли-Драматик». В этом театре были исполнены в частности:
- «Простреленный глаз» — пародия на оперу «Вильгельм Телль» Д. Россини,
- «Маленький Фауст» — пародия на оперу «Фауст» Ш. Гуно.

Были также пародии на «рыцарские» оперы Д. Мейербера. В этих опереттах с успехом выступала Бланш д’Антиньи. В них высмеивалась рутинность оперных форм, статичность, самодовлеющая виртуозность вокальных партий, а классические герои разговаривали на языке и жаргоне парижских бульваров. «Маленький Фауст», пародия на «Фауста» Гуно, в России ставилась также под названием «Фауст наизнанку» и была воспринята, прежде всего, как высмеивание самого Гёте.

Эрве на карикатуре 1868 года

Более значительные произведения Эрве написал после успеха оперетт Оффенбаха. В 1883 году, на шестом десятке лет, Эрве создал самую знаменитую в его творчестве оперетту — «Мадемуазель Нитуш». В отличие от других его произведений, эта оперетта наполнена искренним лиризмом и является музыкально и драматургически зрелым произведением. Главная роль в этой оперетте предназначалась для известной актрисы Анны Жюдик, которая обеспечила этому произведению большой успех.

## Творчество
Эрве — создатель жанра «оперетта-буфф». Его ранние сочинения, в основном буффонады, в которых он высмеивал традиционные оперные формы, были очень близки по жанру к оперетте, поэтому его считают наряду с Оффенбахом — основоположником французской оперетты и в какой-то мере предшественником.
Чтобы исключить возможность соперничества с привилегированной Опера-Комик, власти ограничили спектакли Эрве в «Folies concertantes» одним актом и всего двумя действующими лицами, но он успешно обходил запреты: в его постановках появились глухонемые и куклы, «труп» и даже отрубленная голова, которая пела из суфлерской будки.
Одноактные буффонады Эрве ещё не были опереттами, в них только нащупывался новый путь и содержались зародыши тех качеств, которым суждено было развиться в ближайшем будущем и дорасти до настоящей оперетты. Так возникла небольшая музыкально-сценическая миниатюра — театральная пародия, в которой пантомима соединялась с эксцентрической буффонадой и с элементами сатиры на парижскую жизнь. В 1860-х годах эти ограничения были в основном сняты. После отмены ограничений, он создавал многоактные произведения, пародирующие оперный и драматический театры. Поздние работы Эрве отмечены сильным влиянием Жака Оффенбаха.
Эрве был первым, кто заинтересовался истоками своего жанра, изучая архивы театра Варьете, среди которых были афиши оперетт «Маленький Орфей» (премьера 13 июня 1792 года), «Немецкий барон», «Блокада столовой». Он тщетно пытался найти также музыкальный или драматургический и утверждал, что жанр оперетты был создан в конце XVIII века, в эпоху французских революций, а он и Оффенбах лишь воскресили его.

## Список произведений
Одноактные буффонады:
- Двугорбый верблюд
- Жемчужина Эльзаса
- Невозможный дуэт
- Сумасшедший композитор

Афиша
«Мадемуазель Нитуш»

Эрве написал более 120 оперетт. Среди них наиболее известны:
- Les folies dramatiques (1853)
- Les chevaliers de la Table Ronde (1866, «Рыцари круглого стола», театр Буфф-Паризьен)
- L'œil crevé (1867, «Простреленный глаз», пародия на «Вильгельма Телля» Россини, Фоли Драматик)
- Chilpéric (1868, пародия на рыцарские романы)
- Le petit Faust (1869, «Маленький Фауст»)
- Les Turcs (1869, «Турки»)
- Le trône d'Écosse (1871, «Трон Шотландии»)
- La veuve du Malabar (1873, «Малабарская вдова»)
- La belle poule (1875, «Прекрасная курочка»)
- La Femme à Papa (1879)
- Mam’zelle Nitouche (1883, «Мадемуазель Нитуш»)

## Экранизации
- Мадемуазель Нитуш — Франция, 1954
- Мадемуазель Нитуш — спектакль театра им. Ермоловой, 1974
- Небесные ласточки — Ленфильм, 1976 (без музыки Эрве).

См. также: Список экранизаций Архивная копия от 16 февраля 2017 на Wayback Machine